# Omraam Mikhaël Aïvanhov
Omraam Mikhaël Aïvanhov (in bulgaro Омраам Микаел Айванхов?), pseudonimo di Mihail Dimitrov Ivanov (in bulgaro Михаил Димитров Иванов?; Srpci, 31 gennaio 1900 – Frejus, 25 dicembre 1986), è stato un filosofo e pedagogo bulgaro inserito nella tradizione spiritualista giudaico-cristiana e universalista della "Scuola bulgara" di Peter Deunov (fondata nel 1922), che dal 1937 visse in Francia.
Nelle sue conferenze, raccolte in numerosi volumi, tradotti in 35 lingue, ha proposto un sistema filosofico e un modello pedagogico orientati alla formazione della coscienza di fratellanza universale e di unità tra tutti i popoli, nel rispetto delle loro tradizioni e fedi religiose. Ha fondato una Scuola spirituale, aperta a tutti, per l’apprendimento e la pratica dei valori di fraternità. Nel suo insegnamento ha presentato numerosi metodi di perfezionamento e trasformazione interiore, tra i quali lo Surya yoga e lo Hrani yoga (lo yoga della nutrizione), che lo hanno reso noto nella cultura internazionale dello yoga.

## Biografia
Nacque nel villaggio di Srpci, Bulgaria.
La sua famiglia era di condizioni assai modeste e suo padre Ivan Dimitrov era un commerciante di carbone di legna a Varna, città distante più di 600 km da Srpci. Dopo la presa e il saccheggio del suo villaggio da parte dei Greci (1907), la famiglia si stabilisce a Varna, sulle rive del Mar Nero.
Mikhaël Aïvanhov scopre nel 1909 il Libro dei Proverbi di Salomone, che lo inizia al suo sviluppo spirituale. All'età di 17 anni incontra il Maestro spirituale Peter Deunov; studia e mette in pratica il suo insegnamento esoterico cristiano per vent'anni, al termine dei quali Deunov lo manda in Francia, per tutelare la sua Opera dalla minaccia del regime filonazista bulgaro, e per favorirne la diffusione nel mondo occidentale. Mikhaël Aïvanhov lascia allora il suo posto di direttore di collegio presso Sofia, i suoi parenti e il suo paese natale.
Arriva in Francia il 22 luglio 1937. Tiene la sua prima conferenza a Parigi il 31 gennaio 1938.
Nel 1946 una prima raccolta delle sue conferenze del 1938 viene pubblicata con il titolo Amore, saggezza, verità, con una introduzione di Lanza del Vasto. Nel febbraio 1944, mentre stava preparando la venuta in Francia del suo Maestro, gli giunge la notizia della sua morte.
Mikhaël Aïvanhov riprenderà il suo insegnamento fino a quando deciderà di partire per l'India. L'11 febbraio 1959 parte alla volta dell'Himalaya, del Kashmir, del Gulmarg, di Calcutta, di Tiruvannamalai, del Ganeshpuri.
Racconta di aver incontrato in India diversi maestri spirituali, tra i quali Mâ Ânanda Moyî (1896-1982), swâmi Nityananda (1896-1961), Anâgârika Govinda (1898-1985), swâmi Shivananda (1887-1963) ma, soprattutto, il 17 giugno 1959, Neem Karoli Baba (?-1973), che egli assimila al mitico Mahāvatāra Bābājī.
Neem Karoli Baba attribuisce a "Fratello Michele" l'appellativo di "sadu francese" (il "saggio francese").
Omraam Mikhaël Aïvanhov rientra dall'India in Francia un anno più tardi, il 9 febbraio 1960. A partire da questa data sarà chiamato "Maestro". Negli anni che seguirono egli divide il suo tempo fra viaggi e insegnamento, visitando i luoghi santi del pianeta, tenendo più di 4500 conferenze.
Dall'aprile 1974 le edizioni Prosveta (Frejus, Francia) cominciano a pubblicare le sue "opere complete", una serie oggi composta da 32 volumi. Nel gennaio 1984 «incontra il presidente Ronald Reagan e la medium Jeane Dixon».
Muore a Bonfin, vicino a Fréjus, il 25 dicembre 1986.

## L'insegnamento
Il tema dominante delle sue opere è l'uomo e il suo perfezionamento. Nel solco della tradizione, l'autore ha proposto nuovi metodi per affrontare i problemi dell'esistenza, per una migliore comprensione della vita interiore e una migliore condotta nella vita quotidiana. Anche i riferimenti alla scienza dei simboli, all'astrologia, alla cabala, all'alchimia, non sono l'oggetto di speculazioni astratte ma servono, secondo i propositi dell'autore, ad illuminare i fenomeni della vita interiore. Aïvanhov ha tenuto, a partire dal 1938 e fino al 1986, circa 4500 (? ... improbabile. Significherebbe farne una ogni 3 giorni per 48 anni) conferenze in francese, dapprima in Francia, a Parigi e nella regione limitrofa, e più tardi a Fréjus; poi in Svizzera, in Canada, negli Stati Uniti, in India, in Svezia e in Norvegia. Le sue conferenze, inizialmente stenografate, a partire dal 1960 sono state registrate su bande magnetiche, poi su videocassette, e infine diffuse, a partire dal 1972, in opere a stampa, pubblicate dalla Casa editrice Prosveta, e tradotte in una trentina di lingue.
Ma l'idea centrale della filosofia di Aïvanhov suggerisce che tutti, indipendentemente dall'etnia, dalla religione, dalla posizione sociale, dalla capacità intellettuale o dai mezzi materiali, sono in grado di partecipare alla realizzazione di un nuovo periodo di fratellanza e di pace sulla terra. Tale obiettivo può essere conseguito attraverso un processo di trasformazione interiore dell'individuo, in armonia con le leggi del mondo divino. Qualunque sia l'argomento trattato, Aïvanhov si concentra sempre su come condurre al meglio la propria esistenza sulla terra, insegnando che, per ottenere una vita migliore, bisogna avere un alto ideale: "... se si ha un Alto Ideale, come il portare il Regno di Dio sulla terra, si ottiene tutto ciò che si desidera, si assapora la pienezza".

## Opere tradotte in italiano
L'Insegnamento del Maestro Aïvanhov è esclusivamente orale. Le opere qui di seguito elencate sono quindi redatte a partire da conferenze improvvisate, stenografate o registrate su nastri magnetici
Collezione Opera Omnia:
- La seconda nascita
- Il granello di senape
- Le potenze della vita
- L'armonia
- I misteri di Iesod
- Linguaggio simbolico, linguaggio della natura
- "In principio era il Verbo"
- Lo yoga del sole - Gli splendori di Tiphéret
- La chiave essenziale  - per risolvere i problemi dell'esistenza
- Le leggi della Morale Cosmica - Si raccoglie ciò che si semina
- La nuova terra - Metodi, esercizi, formule, preghiere
- Amore e sessualità
- La sessualità forza del cielo - Amore e sessualità II
- Conosci te stesso - Jnana yoga
- La nuova religione solare e universale I
- La nuova religione solare e universale II
- La pedagogia iniziatica I
- La pedagogia iniziatica II
- I frutti dell'albero della Vita - La tradizione kabbalistica

Collezione Izvor:
- Verso una civiltà solare
- L'uomo alla conquista del suo destino
- L'educazione inizia prima della nascita
- Lo yoga della nutrizione
- La forza sessuale o il Drago alato
- La filosofia dell'Universalità
- Che cos'è un Maestro spirituale
- La conquista interiore della pace
- Natale e Pasqua nella tradizione iniziativa
- L'albero della conoscenza del bene e del male
- La libertà vittoria dello Spirito
- La Luce spirito vivente
- Natura umana e natura divina
- La galvanoplastica spirituale e l'avvenire dell'umanità
- Le parabole di Gesù interpretate dalla Scienza iniziatica
- I segreti del libro della natura
- Nuova luce sui Vangeli
- Il linguaggio delle figure geometriche
- Centri e corpi sottili - aura, plesso solare, centro hara, chakra
- Lo zodiaco chiave dell'uomo e dell'universo
- Il lavoro alchemico ovvero la ricerca della perfezione
- La vita psichica: elementi e strutture
- Creazione artistica e creazione spirituale
- Potenze del pensiero
- Armonia e salute
- Il libro della Magia divina
- Regole d'oro per la vita quotidiana
- Le porte dell'invisibile
- Il senso del silenzio
- Commento all'Apocalisse
- I semi della felicità
- Le rivelazione del fuoco e dell'acqua
- Un avvenire per la gioventù
- La verità frutto della saggezza e dell'amore
- In Spirito e in Verità
- Dall'uomo a Dio
- La Bilancia cosmica
- La fede che sposta le montagne
- L'amore più grande della fede
- Che cos'è un figlio di Dio?
- La pietra filosofale

Collana Sintesi:
- "Voi siete dèi" - L'essenza divina che è in noi
- "Cercate il Regno di Dio e la Sua Giustizia"

Collana Brochures
- Meditazioni al sorgere del sole
- La respirazione
- L'Anima
- "Per diventare un libro vivente - Elementi autobiografici 1"

## Filmografia su Omraam Mikhaël Aïvanhov
- La Présence d'un Maître: film documentario scritto da Hubert Mansion e realizzato da Emy Tamko, Produzione Gamahaé, 2012 (durata 67 minuti).